# Тетрајод-ноноксид
Тетрајод-ноноксид је оксид јода хемијске формуле . Ово једињење се изгледа добија дејством озона на сув јод. То је чврста, жута супстанца која се преко 75 °C распада на елементарни јод, кисеоник и јод-пентоксид. Неки извори наводе хемијску реакцију која описује настајање другог оксида, али не потврђују да се реакција заиста и дешава на тај начин, на пример:
{\displaystyle \mathrm {2I_{4}O_{9}\longrightarrow \;2I_{2}O_{6}+2I_{2}+3O_{2}} }